# 答剌罕古衣
答剌罕古衣于1913年在埃及开罗南部的答剌罕墓地出土，是一件已有 5000多年历史的亚麻服装，也被认为是世界上最古老的女装。 
这件编号为UC28614B的衣服目前收藏于伦敦大学学院的皮特里埃及考古博物馆。1978年的碳14测试表明这件衣服的年代为公元前2362年左右。之后牛津大学在2015年进行了进一步的检测，证实这件衣服的年代为公元前3482年至公元前3102年，这一结果的准确率高达95%。

## 发现过程
1913年，弗林德斯·皮特里爵士对答剌罕墓地进行第二次挖掘时， 在编号为2050的马斯塔巴的挖掘过程中，发现了这件衣服。发现时，这件衣服与马斯塔巴外的其他亚麻布一同被发现。据推测，这些亚麻布可能在后来被丢弃，然后被黄沙掩埋，并得以保存到今天。这些亚麻布在发现后被送往伦敦大学学院进行分析，并在那里放置了65年，期间没有任何人碰过它。
1977年，维多利亚和阿尔伯特博物馆的环保人士在整理和清洁“丧葬用布”时重新发现了这件衣服。

## 裙子
这件衣服的编织方式为每厘米22-23根经纱，13-14根纬纱，在经纱上有着灰色条纹，这可能是为了达到装饰的效果。衣服的主体是76厘米宽的直条布料。它的下摆已遗失，因此无法确定它原本的长度。 